# Karl (singolo)
Karl è un singolo della cantante statunitense Chanel West Coast, pubblicato il 9 luglio 2013 come terzo estratto dall'album in studio Now You Know. È stato scritto da Chanel West Coast e Richard Velonskis (Rich Skillz), il quale è anche il produttore.

## Video musicale
Il video musicale è stato reso disponibile il 17 novembre 2013 ed è stato diretto da Joyce Bonelli.

## Tracce
1. Karl – 3:32